# Siphlonurus barbaroides
Espèce
Siphlonurus barbaroides est une espèce d'insecte appartenant à l'ordre des Éphéméroptères

## Répartition géographique
Cette espèce se rencontre en Amérique du Nord.